# ترینور (آیووا)
ترینور (به انگلیسی: Treynor) شهری در ایالت آیووا کشور ایالات متحده آمریکا است که جمعیت آن در سرشماری سال ۲۰۱۰ میلادی، ۹۱۹ نفر بوده‌است.